# Jan Málek (skladatel)
Jan Málek (* 18. května 1938 Praha) je český hudební režisér a skladatel.

## Život
Na Pražské konzervatoři studoval od roku 1956 na oddělení lidových nástrojů u Alberta Peka. Specializoval se na bicí nástroje. Dále studoval skladbu u Miloslava Kabeláče. Stal se hudebním režisérem Československého rozhlasu v Plzni a v letech 1965–1976 působil jako dramaturg Plzeňského rozhlasového orchestru. Rovněž byl lektorem a dramaturgem plzeňské elektroakustické laboratoře. V roce 1976 přešel do Prahy a je hudebním režisérem Českého rozhlasu.
Zpočátku se intenzivně zabýval kompozičními postupy tzv. Nové hudby, s čímž souvisela i jeho činnost v rámci elektroakustické laboratoře. Později se jeho inspiračními zdroji stala stará hudba a folklór. Kromě vlastních skladeb se zabývá i realizací skladeb starých mistrů a jejich úpravami pro současné provedení.

## Dílo

### Orchestrální skladby
- 7 studií pro dechové a bicí nástroje (1964)
- Concerto grosso pro symfonický orchestr (1970)
- Koncert pro dudy, smyčce, tympány a bicí (1976)
- Divertimento č. 1 pro smyčce „Paví pero“ (1979)
- Symfonie č. 1 Sinfonia su una cantilena (1981)
- Koncert pro klavír a komorní orchestr (1982)
- Symfonie č. 2 (1987)
- Symfonie č. 3 in B (2002)
- Ad astra (2006)

### Komorní skladby
- Smyčcový kvartet č. 1 „Hallgató és táncnóta“ (1966)
- Sonáta pro housle a klavír „Per la giovinezza“ (1975)
- Smyčcový kvartet č. 2 (1976)
- Sette canzoni galanti pro 2 violoncella (1979)
- O Rosa Bella, glosy k chansonu Johna Dunstabla pro 2 violy (1980)
- Cyklus Roční doby pro dechové kvinteto
- Noční rozhovor pro 2 housle (1985)
- Variace pro violu a cembalo (1987)
- Fiammette scure. Trio pro violu, violoncello a kontrabas (1989)
- Quando io sarchiava'llino (1995)
- Zimní slunovrat pro flétnu, klarinet a klavír (1996)
- Pastorale e Danza sopra G-A-B...etc. pro hoboj a smyčcový kvintet (1996)
- Terrier suite pro hoboj, violoncello a klavír (2000)
- Pardon, Maestro (Divertimento pro tři basetové rohy do F) (2001)
- Konifery, sedm preludií pro čtyřruční klavír (2005)
- III.smyčcový kvartet „Galerie JK“ (2007)

### Vokální skladby
- Kvítí milodějné pro různá obsazení (1960-84)
- Cantus potatorum pro mužský sbor, žestě a tympány (1967)
- Ex libro psalmorum (na latinský text 144. žalmu) pro sólový alt, flétnu a harfu (1967)
- Svítáníčka, na texty staročeské milostné poezie pro ženský sbor, sólový baryton, 3 zobcové flétny, violu a bicí nástroje (1972)
- Sei sonetti della „Vita nuova“ di Dante (Šest sonetů z Dantova "Nového života") pro čtyřhlasý smíšený sbor a recitátora ad lib. (1974)
- Omaggio a Divino Martello di Michelagniolo (Pocta kladivu Michelangelovu) pro 5-hlasý mužský sbor, 5 trubek, 5 pozounů, 5 tympánů a 5 tamtamů (1975)
- Vepřové hody aneb Potrestaná lakota aneb Opera Rustica de Jitrnicis. Miniopera na slova Karla Miloty pro dětská sóla a sbor, recitátora a malý instrumentální soubor (1978)
- Ukolébavky pro dospělé lidi pro dětský sbor, flétnu a klavír (1979)
- Zrození slova, 3 mužské sbory na slova makedonských básníků 20. století (1979)
- Mocnější než smrt. Komorní kantáta pro mezzosoprán, klarinet, violu a klavír na verše z Písně písní (1980)
- Zbojnické pro 2 mužské sbory a 2 trubky na slova lidové poezie (1980)
- Zmařená kantáta aneb Vivat musica pro dětský sbor, recitaci a 3 nástroje (1981)
- Hlas noci, 3 smíšené sbory na verše českých básníků (1983)
- Túžení, 7 rozhovorů pro soprány, alty a sólové housle na slova i nápěvy moravských lidových písní (1984)
- Vyletěltě sokol. Balada pro baryton, flétnu, hoboj, violoncello a klavír na slova a nápěvy lidových písní (1985)
- Červená Karkulka, pro sólový bas, dětský sbor a malý instrumentální soubor na verše Františka Hrubína (1986)
- Motetus 1991 (na latinské klasické texty) pro smíšený sbor a bicí (1991)
- Z knihy Izajášovy pro sóla, sbor a instrumentální soubor (1992)
- Amor vincit omnia (na latinské texty) pro čtyři dívčí hlasy a flétnu (1994)
- Missa Brevissima Bechiniensis pro smíšený sbor, barytonové sólo ad lib. a varhany (1994)
- Trojzvuk, 3 malé meditace pro smíšený sbor (1995)
- Z českých erbů, 5 meditací na česká erbovní hesla pro smíšený sbor (1999)
- Requiem super L'homme armé pro 4 sólové hlasy, smíšený sbor a orchestr (1998)
- Cantica Davidis, 3 fragmenty z Knihy žalmů pro 2 tříhlasé sbory (2003)
- Amore e'l cor gentil, koncertní árie na Danteho slova pro baryton a orchestr (2005)

### Elektroakustické skladby
- Invence č.1 „Horror Alenae“ (1969)
- Invence č.3 „Dudácká“ (1974)
- Koláž č. 3 „Pastorale Interrotta“ (1994)
- Tři stadia (Deprese - Imprese - Exprese) pro symfonický orchestr a 2 stereofonní magnetofony (1972)